# Melanophthalma subornata
Melanophthalma subornata es una especie de coleóptero de la familia Latridiidae.

## Distribución geográfica
Habita en Argentina.